# Zgornja Šiška
Zgornja Šiška je bila nekdaj vas severozahodno od mesta Ljubljana, sedaj je del mesta. V vasi (domačija na začetku vasi, ki je najbližji Ljubljani) je bil leta 1758 rojen prvi slovenski pesnik Valentin Vodnik. Sosednji deli mesta so: Koseze, Spodnja Šiška, Rožnik. Skozi Zgornjo Šiško poteka Celovška cesta, ena glavnih mestnih vpadnic.

## Pomembnejši objekti
- Bolnica dr. Petra Držaja
- remiza Ljubljanskega potniškega prometa
- Osnovna šola Hinka Smrekarja
- Osnovna šola Riharda Jakopiča
- Srednja šola tehniških strok Šiška
- Srednja frizerska šola Ljubljana
- tovarna Litostroj
- Dijaški dom Šiška
- Knjižnica Šiška
- Hotel M (bivši hotel Ilirija)
- Vodnikova domačija
- Kino Šiška

## Ceste in ulice
- Celovška cesta
- Litostrojska cesta
- Šišenska cesta
- Vodnikova cesta
- Smrekarjeva ulica